# 9941 Iguanodon
9941 Iguanodon là một tiểu hành tinh kiểu S thuộc vành đai chính, quay quanh Mặt Trời mất 3.49 năm.
Nó được phát hiện ngày 4 tháng 2 năm 1989 bởi Eric Elst ở Đài thiên văn Nam Âu và có tên chỉ định là "1989 CB3". Nó được đặt theo tên chi khủng long Iguanodon.